# Незгоде и инциденти Аерофлота
Аерофлот, као највећа авиокомпанија Русије (раније је била највећа авиокомпанија на свету), основана 1923. године, имала је велики број смртних случајева, при чему су се скоро све догодиле током совјетске ере. Према саопштењу канцеларије за евиденцију авио незгода, укупно 8.231 путник је погинуо у незгодима Аерофлота, око пет пута више од било које друге авиокомпаније (сви су били далеко мањи). Од 1946. до 1989. године, овај превозник је имао 721 инцидент. Међутим, од 1995. до 2017. године, имали су само 10 инцидената. 2010. године, након престанка коришћења авиона Тупољев Ту-154 из 1970-их година, Аерофлотова флота се састојала претежно од авиона Ербаса и Боинга, као и Иљушин Ил-96 и Сухој Суперџет 100. У 2013, сајт Ерлајн ратингс је објавио да су пет од десет модела авиона, који су били укључени у највећи број смртних незгода, били старији руски модели.
Историјски догађај о авио незгодама Аерофлота, повезан је са чињеницом да је то једна од најстаријих авиокомпанија, која је била и једна од највећих светских авио компанија неколико десетина година, а обухватала је све цивилне, војне и пољопривредне авиолетелице које је користио бивши Совјетски Савез. Године 1989. ЕрСаобраћај Ворлд је објавио да је пре распада СССР-а 1992. године, Аерофлотов инвентар износио мање од 2.500 млазних, више од 2.500 турбопропских авиона, око 9.000 хеликоптера и мањих авиона и имао 500.000 запослених. За разлику од тога, Пан американ ворлд ервејз је поседовао 1990. године, 152 авиона. До средине 1960-их Аерофлот је имао невероватних 60 милиона путника годишње, а на врхунцу летњих сезона седамдесетих година превозио је 400.000 путника дневно (у поређењу са Пан американ ворлд ервејз који је превезао 11 милиона путника током читаве 1970. године). Године 1976. број Аерофлотиних путника је порастао на 100 милиона путника, што је више од броја путника које су недавно превезао Изиџет (62 милиона током 2014.) и Рајанер (86 милиона током 2014. години). До осамдесетих година процењено је да је 1 од 10 светских летова Аерофлотин лет, а након распада СССР-а, било је око 70 авиокомпанија које су летеле у Заједници независних држава, од којих је скоро половина из бивше дивизије Аерофлота.
Следи списак незгода и инцидената које је Аерофлот доживео током свог пословања:

## 1930.–1940.
| Датум               | Локација                     | Авион                        | Регистрација авиона | Дивизија авиона                                  | Штета на авиону | Фаталност | Опис | Реф.            |
| ------------------- | ---------------------------- | ---------------------------- | ------------------- | ------------------------------------------------ | --------------- | --------- | --- | --------------- |
| 6. август 1937.     | Бистрица                     | Даглас DC-2                  | УРСС-M25            | Међународни                                      | Отпис           | 6/6       | Срушио се након што је путник запалио цигарету у тоалету, где се нагомилао дим. Ваздухопловна летелица обављала је међународни путнички сервис Праг-Клуж-Москва. | [ 5 ]           |
| 14. март 1941.      | Бекабад                      | Г-2                          | CCCP-Л1496          | Узбечка Совјетска Социјалистичка Република       | Отпис           | 6/6       | Док је летео на 200-250 м, авион је наишао на тешке турбуленције. Авион је изгубио надморску висину, а пилот је морао да се попне на почетну надморску висину, међутим авион се зауставио и срушио се приликом пењања. Авион је био на релацији Ташкент-Фергана. | [ 6 ]           |
| 25. април 1941.     | Москва                       | Даглас DC-3                  | УРСС-Ц              | Непознато                                        | Отпис           | 0/3       | Срушио се приликом полетања у снежној олуји. | [ 7 ]           |
| 27. август 1941.    | Кизил-Арват                  | Г-2                          | CCCP-Л1996          | Узбечка Совјетска Социјалистичка Република       | Отпис           | 6/9       | Посада је обавештена да је њихов циљни аеродром осветљен, али заправо није био. Посада није успела да лоцира аеродром и одлетела је на северозапад. Касније је у Кизил-Арвату покушано да се принудно слети, али авион је ударио у брдо на висини од 70 м и срушио се. Авион је летео на релацији Ташкент-Ашхабад у подршци Централно-азијској војној дивизији. | [ 8 ]           |
| 3. октобар 1941.    | Вјазма-Двојевка              | Лисунов Ли-2                 | CCCP-Л3926          | Непознато                                        | Отпис           | 1         | Срушио се приликом полетања. Посада је покушала да полети ноћу са полетно-слетне стазе од 700 м; авион је такође био преоптерећен за 1114 кг. Након подизања са полетно-слетне стазе, авион је изгубио висину и срушио се након 100-150 м, усмртивши једног путника. Олупина је уништена како би се спречило да је преузму немачке снаге. | [ 9 ]           |
| 14. новембар 1941.  | Акчернија                    | Лисунов Ли-2                 | CCCP-Л3488          | Непознато                                        | Отпис           | 14/14     | Авион је скренуо с курса за 18 км, а посада није могла да пронађе њихово одредиште у Урјупинску. Посада је изабрала флапове у припреми за принудно слетање у близини Акчерније, али авион, који је кренуо из Вороњежа, срушио се одмах након тога. | [ 10 ]          |
| 29. новембар 1941.  | Саратов Централни аеродром   | Лисунов Ли-2                 | CCCP-Л3989          | Непознато                                        | Отпис           | 1/4       | Срушио се приликом полетања током тестног лета. 7. новембра 1941. године, реп и крила авиона су оштећени у олуји док је авион био паркиран у Саратову. Авион је поправљен на лицу места, али се приликом полетања, нагнуо надесно и срушио се. Током ремонта, каблови за контролу крила су били грешком укрштени. | [ 11 ]          |
| 9. децембар 1941.   | Хвојнаја аеродром            | Лисунов Ли-2                 | CCCP-Л3922          | Непознато                                        | Отпис           | 5/6       | Ударио је у крошњу 7 км северно од аеродрома Хвојнаја, срушио се у шуми и запалио. Авион је летео на релацији Хвојнаја-Лењинград као теретни сервис (снабдевање храном). | [ 12 ]          |
| 18. децембар 1941.  | Ходјанка поље                | Локид модел 14 Супер Електра | CCCP-Л3453          | Москва                                           | Отпис           | 2/3       | Зауставио се и срушио док је скретао улево на висини од 90-100 м након квара мотора током пробног лета. | [ 13 ]          |
| 26. децембар 1941.  | Дмитријевка                  | Тупољев АНТ-6                | CCCP-Л3043          | Казашка Совјетска Социјалистичка Република       | Отпис           | 26/34     | После полетања из Алма-Ате (сада Алмати) авион је наишао на ниске облаке и маглу са турбуленцијом. Пилот се вратио у Алма-Ату услед тешког залеђивања, али авион је изгубио надморску висину приликом стрмог скретања улево на 100-150 м. Близу Дмитријева (сада Бајзерке) лево крило је ударало у земљу, а авион се срушио и запалио. Авион је превозио путнике на релацији Алма-Ата-Караганди-Казањ. Ова незгода је најсмртоноснија на овој летелици. | [ 14 ]          |
| 29. децембар 1941.  | Чарджху аеродром             | Тупољев АНТ-6                | CCCP-Л2010          | Узбечка Совјетска Социјалистичка Република       | Отпис           | 7/36      | Убрзо након полетања из Чарджхуа (Туркменабат), пилот је постао дезоријентисан и није успео да чује упозорења од копилота. Авион је брзо изгубио надморску висину и ударио у земљу 10-12 km од Чарджхуа и на крају је завршио у реци Аму Дарја. | [ 15 ]          |
| 13. јануар 1942.    | Смеловка                     | Лисунов Ли-2                 | CCCP-Л3438          | Непознато                                        | Отпис           | 2/6       | Док се враћао иза немачких линија, почела је ватра у кабини и брзо се проширила. Пет екипа се спустила на надморској висини од 350 м. Од ових пет, једна је озбиљно повређена, а друга је умрла. Једини путник није успео да се спусти и он је умро. | [ 16 ]          |
| 25. јануар 1942.    | Молотов аеродром             | Лисунов Ли-2                 | CCCP-Л3479          | Непознато                                        | Отпис           | 0/9       | Док се приближавао Молотов аеродрому, авион је налетео на снег и слабу видљивост. После неколико покушаја слетања у летачку школу, пилот је одлучио да се спусти на снежном пољу између Бољшој Суботина и Устинова. Авион се срушио и распао. Авион је летео на релацији Кримскаја-Кујбишев-Молотов. | [ 17 ]          |
| 22. март 1942.      | Међин                        | Лисунов Ли-2                 | CCCP-Л3975          | Непознато                                        | Отпис           | 6/6       | Авион је нестао док је летио од Монина до подручја иза немачких линија. | [ 18 ]          |
| 19. април 1942.     | Међин                        | Тупољев АНТ-40               | CCCP-Л3541          | Непознато                                        | Отпис           | 3/3       | Авион је нестао док је летео из Ташкента у Новосибирск. Пре полетања из Ташкента, АТЦ је објавио да се временски услови погоршавају, а облаци покривају планине. Авион је полетео из Алма-Ате, иако особље аеродрома Ташкент није знало за план лета и није прегледало посаду. Четрдесет минута након што је авион полетео из Алма-Ате, између Џамбула и Фрунзеа избила је пешчана олуја. Олупина је пронађена 1943. године у планинама близу Каржантау Сајлика, 70 км североисточно од Ташкента. Посада је постала дезоријентисана и авион је погодио планину. | [ 19 ]          |
| 12. мај 1942.       | Непознато                    | Лисунов Ли-2                 | CCCP-Л3999          | Непознато                                        | Отпис           | 27/27     | Срушен док се враћао у Кубинку из Бољшоје Верегова, иза немачких линија. | [ 20 ]          |
| 18. јун 1942.       | Ходјанка поље                | Лисунов Ли-2                 | CCCP-Л3423          | Москва                                           | Отпис           | 13        | Авион је полетео са правим проблемима мотора. Мотор је почео да вибрира, а посада је покушала да исправи ово подешавањем надморске висине. Мотор је пропао, што је довело до губитка надморске висине. Авион је ударио у телеграфски стуб дуж железничке пруге и срушио се на шинама железничке станице и запалио. | [ 21 ]          |
| 18. јун 1942.       | Јелец                        | Лисунов Ли-2                 | CCCP-Л3484          | Непознато                                        | Отпис           | 5/7       | Док се приближавао Јелецу са партизанске полетно-слетне стазе иза немачких линија, авион је налетео на лоше време. Након што је три пута кружио аеродромом, авион је коначно слетео на 40-50 м и срушио се. | [ 22 ]          |
| 19. јун 1942.       | Новосибирск                  | Лисунов Ли-2                 | CCCP-Л3447          | Непознато                                        | Отпис           | 1/4       | Срушио се убрзно након полетања због квара мотора. Механичар је направио грешку у управљању системом горива, што је довело до тога да леви мотор престане са радом. | [ 23 ]          |
| 26. јун 1942.       | Ивенцево                     | Лисунов Ли-2                 | CCCP-Л3948          | Непознато                                        | Отпис           | 4/4       | Док је летио преко линије фронта, противваздужна одбрана са земље је погодила авион. Леви мотор се запалио, присиљавајући посаду да изврши принудно слетање у поље код Иванцева. Али, док је на скретао удесно на малој висини, десно крило ударило је у дрвеће. Авион се срушио и запалио. Авион је летео на релацији Стокхолм-Калинин. | [ 24 ]          |
| 10. август 1942.    | Волгоградски аеродром        | Лисунов Ли-2                 | CCCP-Л3492          | Непознато                                        | Отпис           | Непознато | Уништен у бомбашком нападу Луфтвафе. | [ 25 ]          |
| 12. август 1942.    | Жирков                       | Лисунов Ли-2                 | CCCP-Л3921          | Непознато                                        | Отпис           | 6/6       | Срушен када га је погодила муниција из ваздушне мисије совјетске војске која је била окружена немачким трупама у близини Жиркова. | [ 26 ]          |
| 17. новембар 1942.  | Краснојарск                  | Лисунов Ли-2                 | CCCP-Л3965          | Непознато                                        | Отпис           | 20/20     | Убрзо након полетања, нос авиона се завртео због преоптерећења и труп авиона и крило су се заледили. Авион је летео са путницима на непланираној релацији Краснојарск-Киренск. | [ 27 ]          |
| 8. децембар 1942.   | Планина Менши Брат           | Лисунов Ли-2                 | CCCP-Л5805          | Узбечка Совјетска Социјалистичка Република       | Отпис           | 8/8       | Авион је испоручен совјетским ваздухопловним снагама када се срушио у планини након губитка висине због лоше видљивости и залеђивања. | [ 28 ]          |
| 14. децембар 1942.  | Ташкент                      | Тупољев АНТ-20 Максим Горки  | CCCP-Л760           | Узбечка Совјетска Социјалистичка Република       | Отпис           | 36/36     | Срушио се након што је путник преузео контролу и искључио аутопилота. Авион је летео на домаћој релацији планираним путничким сервисом Чарджу-Ташкент. | [ 29 ]          |
| 22. децембар 1942.  | Јанаул                       | Лисунов Ли-2                 | CCCP-Л3903          | Урал                                             | Отпис           | 10/12     | На путу до Свердловска, посада је наишла на тешке услове залеђивања док је летела кроз облаке на 400 м. Посада је скренула на Јанаул, али су одустали од овог приступа и решила да се врати назад. Летелица се стрмо зауставила током враћања и срушила се близу постројења за прераду меса. Авион је летео домаћим редовним путничким сервисом Москва-Казањ-Свердловск. | [ 30 ]          |
| 23. јануар 1943.    | Мјакинино                    | Лисунов Ли-2                 | CCCP-Л3443          | Непознато                                        | Отпис           | 5/10      | Док су прилазили Москви, посада није могла да лоцира Аеродром Внуково. Посада се преусмерила у Химки, али им није било дозвољено да слете. Док је кружио северозападно од Москве тражећи аеродром, авион је изгубио надморску висину и ударио у амбар и срушио се на "16. совјетском конгресу" . Авион је летео на релацији Хвојнаја-Москва. | [ 31 ]          |
| 5. март 1943.       | Бердигестјах                 | Лисунов Ли-2                 | CCCP-Л3913          | Непознато                                        | Отпис           | 3/11      | Док је био на путу ка Ољокминску из Јакутска, авион је налетео на снег док је летео на 150 m. Оба мотора су изгубила снагу, што је довело до губитка надморске висине. Авион се срушио у шуми. | [ 32 ]          |
| 27. март 1943.      | у близини Ходјанка аеродрома | Лисунов Ли-2                 | CCCP-Л3440          | Непознато                                        | Отпис           | 2/14      | Убрзо након полетања, леви мотор је почео да има проблема, вероватно због употребе ниско-октанског горива. Пилоти су одлучили да се врате, али су извршили окретање од 180 степени до земље у супротном смеру. Приликом слетања, авион је био превисоко и нагнуо се улево како би избегао паркиран авион. Лево крило је ударало у земљу и авион се срушио. Авион је летео домаћим редовним путничким сервисом са путницима на релацији Москва-Хвојнаја. | [ 33 ]          |
| 20. мај 1943.       | Сочи                         | Лисунов Ли-2                 | CCCP-Л3909          | Непознато                                        | Отпис           | 6/6       | Ударио је планину поред Сочија 500 м од обале док је било лоше време. Авион је превозио ствари за партизане на Крим, када је авион морао да се окрене због лошег времена. Посада није могла да се преокрене у Сухуми због лошег времена. | [ 34 ]          |
| 27. мај 1943.       | Заводској Аеродром           | Даглас DC-3                  | УРСС-Б              | Москва                                           | Отпис           | 1/20      | Авион је полетео из Саратова у супротном правцу због бочних ветрова. Авион се издигао близу краја полетно-слетне стазе, али како је брдо било испред, пилота је скренуо улево при малој брзини и малој висини како би избегао брдо, међутим авион се зауставио и срушио се у земљани зид. Авион је летео на домаћој редовној линији са путницима на релацији Баку-Саратов-Москва. | [ 35 ]          |
| 3. јун 1943.        | Брјанск                      | Лисунов Ли-2                 | CCCP-Л4024          | Непознато                                        | Отпис           | 7/7       | Авион је оборила немачка противваздушна одбрана и срушила га док је летео да снадбе партизане на Брјанском фронту. | [ 36 ]          |
| 30. јул 1943.       | Жуковка                      | Лисунов Ли-2                 | CCCP-Л3489          | Непознато                                        | Отпис           | 1/6       | While en route to an area behind German lines the aircraft was attacked by Luftwaffe fighters. The aircraft crashed following a fire; all six crew bailed out but one did not survive. | [ 37 ]          |
| 30. јул 1943.       | Непознато                    | Лисунов Ли-2                 | CCCP-Л3912          | Непознато                                        | Отпис           | 5/7       | Запалио се и срушио се у Белорусији након што га је напао Луфтвафеов борац док је летео ка партизанима. Посада и једини путник скочили су из авиона и преживели; преостала посада је нестала и никада није пронађена. | [ 38 ]          |
| 3. август 1943.     | Балашов аеродром             | Лисунов Ли-2                 | CCCP-Л3982          | Непознато                                        | Отпис           | 6/6       | Срушио се убрзо након полетања. Авион је имао три Климов М-105 мотора. Током полетања један од мотора се покварио, пробио кроз под кабине и зауставио контролни кабл хоризонталног стабилизатора који се налазио испод пода. Пилот је покушао да управља авионом са табовима за стабилизацију, али авион је блокирао. Авион се срушио у степи око 7 км од места полетања и запалио се. Авион је летео на релацији Балашов-Курск и превозио терет. | [ 39 ]          |
| 21. август 1943.    | Охтирка                      | Лисунов Ли-2                 | CCCP-Л4034          | Непознато                                        | Отпис           | Непознато | Нестао је током лета од Обојања до подручја иза немачких линија, 20 км од Миргорода. Последњи пут је виђен да лети изнад линије фронта у близини Охтирка. | [ 34 ]          |
| 22. август 1943.    | Речица                       | Лисунов Ли-2                 | CCCP-Л3956          | Непознато                                        | Отпис           | 5/6       | Тридесет минута након што је полетео, мотор је престао са радом на 200-300 м. Посада је покушала да се врати на своје одредиште, али авион се срушио у шуми. | [ 40 ]          |
| 27. август 1943.    | Непознато                    | Лисунов Ли-2                 | CCCP-Л4047          | Непознато                                        | Отпис           | 6/6       | Недостаје након што га је напао Луфтвафе борац. Ни авион нити посада (који су проглашени да су нестали) нису пронађени. | [ 41 ]          |
| 28. август 1943.    | Хвојнаја аеродром            | Лисунов Ли-2                 | CCCP-Л3959          | Непознато                                        | Отпис           | 2         | Авион се вратио у Хвојнају због лошег времена на њиховом одредишту. Време у Хвојнају је било лоше, са олујом на том подручју. Током првог покушаја слетања, екипа је извршила обилазак. Посада је након тога ослепела због муња и постала је дезоријентисана, што је довело до тога да авион скрене улево и да се сруши. | [ 42 ]          |
| 14. септембар 1943. | Торопа                       | Лисунов Ли-2                 | CCCP-Л4012          | Непознато                                        | Отпис           | 6/6       | Авион се враћао након доставе терета партизанима у Белорусији када га је оборио Луфтвафе Бф 110 борац. Авион се запалио и срушио близу линије фронта. | [ 43 ]          |
| 19. септембар 1943. | Јахново аеродром             | Лисунов Ли-2                 | CCCP-Л4008          | Непознато                                        | Отпис           | 17/17     | Док су били између Хвојнаје и Лењинграда, екипа је постала дезоријентисана. Посада је одлучила да се врати у Хвојнаје, али је преусмерена на Јахново због лошег времена у Хвојнаје. Посада није успела да слети из првог пута, онда су оба мотора отказала јер је инжењер лета заборавио да замени резервоаре за гориво. Надморска висина је изгубљена, а авион се срушио у мочвари. | [ 44 ]          |
| 20. септембар 1943. | Непознато                    | Лисунов Ли-2                 | CCCP-Л4029          | Москва                                           | Отпис           | 5/5       | Неискусна посада одступила је од авионске руте за 68 км северозападно. Посада је потом покушала да слети на одредиште на време, али до тада се леви мотор покварио и авион је изгубио доста горива. Авион је ударио у земљу док се припремао да слети на Ташлу. | [ 45 ]          |
| 24. октобар 1943.   | Аша                          | Јункерс Ju 52                | CCCP-Л37            | Москва                                           | Отпис           | 5/5       | Срушио се и запалио. | [ 46 ] [ 47 ]   |
| 18. децембар 1943.  | Рамење                       | Даглас C-47/R4D Скајтрејн    | CCCP-Л825           | Непознато                                        | Отпис           | 14/14     | Док је летео ка партизанима на подручју језера Лубанс у источној Летонији иза немачких линија, посада није могла да лоцира циљану област због магле и ниских облака. Посада је одлучила да се врати у Стараја Торопа, али док су покушали да слете, авион се срушио на ливади близу Раменије. | [ 48 ]          |
| 21. децембар 1943.  | Аеродром Внуково             | Лисунов Ли-2                 | CCCP-Л4032          | Непознато                                        | Отпис           | 3/7       | Током тренинг лета оба мотора престала су да раде због дефекта дизајна резервоара за гориво, што је довело до губитка надморске висине и брзине. Пилот приправник је повукао контроле, али је то довело до застоја авиона. Авион се срушио у шуми 800 м од аеродрома. | [ 49 ]          |
| 13. јануар 1944.    | Сворјн                       | Ц-47A                        | CCCP-Л837           | Непознато                                        | Отпис           | 0/18      | Авион је носио терет за партизанску јединицу у близини Сворина. Авион је покушао да полети са малом брзином са кратке полетно-слетне стазе која је била преплављена водом, али лево крило је ударило у земљу и авион се срушио. Авион је напуштен зато што се незгода десила иза немачких линија. | [ 50 ]          |
| 12. фебруар 1944.   | Новојурјевка                 | Лисунов Ли-2                 | CCCP-Л4068          | Непознато                                        | Отпис           | 6/6       | Зауставио се на 30-40 м и срушио се убрзо након полетања и запалио се. Изгледало је да нису уклоњени тримови лифта пре полетања. Авион је летео на релацији Горки-Кујбишев и преносио терет. | [ 51 ]          |
| 14. фебруар 1944.   | Непознато                    | Ц-47A                        | CCCP-Л846           | Непознато                                        | Отпис           | 5/5       | Авион је нестао док је летео из Кудрова (близу Лењинграда) на подручје иза немачких линија. | [ 52 ]          |
| 17. фебруар 1944.   | Тарту                        | Ц-47A                        | CCCP-Л847           | Непознато                                        | Отпис           | 6/6       | Авион је нестао док је летео од Кудрова до подручја Тартуа да би испоручио терет покрету отпора иза немачких линија. | [ 53 ]          |
| 27. фебруар 1944.   | Непознато                    | Лисунов Ли-2                 | CCCP-Л4076          | Непознато                                        | Отпис           | Непознато | Авион је нестао између Никопола и Кривоја Рога током лета од Мелитопола до подручја иза немачких линија за подршку 3. украјинској фронталној офанзиви. Сви путници авиона, укључујући оба пилота, проглашени су несталима и претпоставља се да су мртви. | [ 54 ]          |
| 4. март 1944.       | Аеродром Внуково             | Ц-47A                        | CCCP-Л875           | Непознато                                        | Отпис           | 0/5       | Авион је био на положају из Внуковоа до Ходинке. Током лета један мотор је искључен за потребе обуке, али није могао да се поново покрене. Пилот се потом вратио у Внуково, али је стигао касно, а екипа је извршила пролазак, али пре него што је добио дозволу за довољну надморску висину, авион је ударио у паркирани Бел П-39К Еркобра (42-2226), срушио се и запалио. | [ 55 ]          |
| 8. март 1944.       | Новојурјевка                 | Лисунов Ли-2                 | CCCP-Л4064          | Непознато                                        | Отпис           | 8/8       | Авион је нападнут од стране четири Луфтвафе Бф 109 док је падобранима испоручивао намирнице за јединице 3. украјинског фронта. Авион се срушио након избијања ватре. | [ 56 ]          |
| 20. март 1944.      | Јановшчина                   | Лисунов Ли-2                 | CCCP-Л3990          | Непознато                                        | Отпис           | 7/8       | Авион је срушен од стране Луфтвафеовог борца док је досио намирнице из Стараја Торопа до партизана иза немачких линија. | [ 57 ]          |
| 11. април 1944.     | Коломија                     | Ц-47A                        | CCCP-Л853           | Непознато                                        | Отпис           | 0         | Прелетео је преко полетно-слетне стазе на слетању и ударио у падину након што се посади умешала друга особа у кокпит, која је присилила посаду да слети у супротном смеру. | [ 58 ]          |
| 14. април 1944.     | Речица                       | Ц-47A                        | CCCP-Л877           | Непознато                                        | Отпис           | 0         | Авион је срушен док је летео преко моста на реци Дњепар. | [ 59 ]          |
| 18. мај 1944.       | Плоскин                      | Ц-47A                        | CCCP-Л833           | Непознато                                        | Отпис           | 3/6       | Док се враћао са лета за испоруку за партијску јединицу "Кјуибишев", пилот је мислио да је авион нападнут. Авион је спустио на малој висини, али крило је ударило у крошње и авион се срушио и запалио. | [ 60 ]          |
| 30. мај 1944.       | Нови Двор                    | Даглас C-47/R4D Скајтрејн    | CCCP-Л843           | Непознато                                        | Отпис           | 8/8       | Авион је летео у циљу испоруке за партизанску групу "В.З Корж" у Старобинском округу (сада Солигорск округа), у Минску. Авион је покушао да слети на привременом аеродрому у близини Хоростова због лошег времена, али је због ветра, авион касно додирнуо полетно-слетну стазу и одбио се при слетању. Пилот је тада покушао да се окрене, али је авион ударио у дрвеће и срушио се на јужној ивици трасе за слетање. | [ 61 ]          |
| 27. јун 1944.       | Језеро Палик                 | Ц-47A                        | CCCP-Л882           | Непознато                                        | Отпис           | 2/5       | Док је испуштао испоруку за партизане на подручју језера Палик, падобран се закачуио за реп авиона, што је довело до губитка контроле. Авион је изгубио надморску висину док се падобрански терет закачио за дрво и авион се срушио у мочвари. | [ 62 ]          |
| 13. јул 1944.       | Августова                    | Ц-47A                        | CCCP-Л876           | Непознато                                        | Отпис           | 6/6       | На путу до Кутског авион је наишао на лоше време и ниску видљивост. Посада није могла да лоцира полетно-слетну стазу у Кутском. Авион се спуштао док није ударио у дрвеће и срушио се на нос. | [ 63 ]          |
| 20. јул 1944.       | Кок-Су                       | Ју 52/3m                     | CCCP-Л40            | Западни Сибир                                    | Отпис           | 6/6       | Авион је био пребачен из Алма-Ате у Кујбишев (сада Самара) због државних испитивања, када се срушио у стрмој клисури близу планинског прелаза преко планине Џил-Дута близу Кок-Су. На путу за Семеј, посада је одступила од руте лета да би избегла лоше време. На планинама авион није могао да постигне надморску висину и зауставио се и срушио на 2.700 м. | [ 64 ]          |
| 11. новембар 1944.  | Буиља                        | Ц-47A                        | CCCP-Л835           | Непознато                                        | Отпис           | 1/15      | Авион је летео на релацији Москва-Минск-Лублин са путницима. На путу до Минска, посада се суочила са лошим временом и слабом видљивости. Посада је постала дезоријентисана и прелетела Минск. Посада је затим извршила принудно слетање у Буиља, али је авион слетео пребрзо, одскочио, дотакао полетно-слетну стазу други пут и срушио се у противваздушном шанцу. | [ 65 ]          |
| 13. новембар 1944.  | Станислав                    | Лисунов Ли-2                 | Непознато           | Непознато                                        | Отпис           | 4/8       | Док се враћао иза немачких линија, посада се случајно вратила у Лавов уместо у Станислав. Посада се одмах вратила у Станислав, али није успела да лоцира аеродром. Авион је ударио у крошњу дрвета и срушио се током петог покушаја да слети. | [ 66 ]          |
| 15. новембар 1944.  | Клајпеда                     | Ц-47                         | CCCP-Л928           | Непознато                                        | Отпис           | 7/7       | Авион је нестао у Балтичком мору, док је био на путу од Полана до циљa број 36 (80 км југозападно од Гдањскa) због лошег времена. | [ 67 ]          |
| 25. новембар 1944.  | Полуострво Абшерон           | Лисунов Ли-2                 | CCCP-Л4111          | Непознато                                        | Отпис           | 7/7       | Срушио се у Каспијско језеро током тренинг лета. | [ 68 ]          |
| 7. децембар 1944.   | Орловка                      | Лисунов Ли-2                 | CCCP-Л4161          | Непознато                                        | Отпис           | 16/16     | Авион је летео домаћим редовним путничким сервисом Кишинов (сада Кишињев)-Кијев-Москва. Док је на путу за Кијев, авион улетео у густу маглу, ударио је у нагиб клисуре, а потом се срушио у пољу док су летели превише ниско. | [ 69 ]          |
| 21. децембар 1944.  | Непознато                    | Ц-47A                        | CCCP-Л870           | Непознато                                        | Отпис           | 6/6       | Авион се враћао из мисије снабдевања пољских партизана између Жешова и Новог Тарга када се срушио. Авион је вероватно оборен од стране Луфтвафе бораца; олупина никада није пронађена. | [ 70 ]          |
| 13. јануар 1945.    | Заводској аеродром           | Ц-47A                        | CCCP-Л866           | Непознато                                        | Отпис           | 6/6       | Док је прилазио Саратову, авион је наишао на ниске облаке и маглу. Брзина је изгубљена док се авион окретао, а авион се срушио на падини клисуре Карловог садова у близини Заводској аеродрома и запалио се. | [ 71 ]          |
| 14. јануар 1945.    | Душанбе                      | Ју 52/3м                     | CCCP-Л46            | Таџикистан                                       | Отпис           | 3/3       | Двадесет минута након полетања, десно крило је запаљено, вероватно због цурења горива. Авион је заронио након што је десни тенк за гориво експлодирало, а авион се срушио у стене у Рангон планинама, близу Стаљинабада (сада Душанбе). Авион је превозио терет на релацији Стаљинабада-Кулоб. | [ 72 ]          |
| 22. јануар 1945.    | Шелковскаја                  | Ц-47B                        | CCCP-Л963           | Азербејџанска Совјетска Социјалистичка Република | Отпис           | 6/6       | На путу према Грозном видљивост је била лоша. Посада се спустила на ниску висину и пратила железничку пругу. У округу Гудермес авион је улетео у густу маглу. Посада је пратила погрешну железничку пругу до Червленаје. Посада је одлучила да директно лети у Грозни преко Терекског гребена. Авион није био у стању да достигне довољну висину и погодио је планински нагиб. Авион је летео на релацији Баку-Махачкала-Грозни-Симферопољ. | [ 73 ]          |
| 22. јануар 1945.    | Минск 1 Аеродром             | Ц-47A                        | CCCP-Л901           | Непознато                                        | Отпис           | 0/6       | Срушио се након квара двоструког мотора. Десни мотор се покварио 15 минута након полетања из Минска. Посада је решила да се авион врати у Минск, али након што су се два пута окренули, леви мотор се такође покварио. Авион је ударио у стуб, закачио кров куће и срушио се у башти. Авион је превозио терет на релацији Москва-Минск-Каунас-Шјауљај. | [ 74 ]          |
| 4. март 1945.       | Мулден                       | Ц-47A                        | CCCP-Л915           | Непознато                                        | Отпис           | 5/5       | Авион је летео из Орнета у Черњаховска када се срушио и запалио, 3 km северно од Мулдена, након што је једно крило додирнуло дрвеће док је авион летео превише ниско. | [ 75 ]          |
| 15. март 1945.      | Чарџу аеродром               | Ју 52/3м                     | CCCP-Л41            | Туркменска Совјетска Социјалистичка Република    | Отпис           | 0/7       | Авион је летио из Ашхабада у Алма-Ату ради ремонта АРМ-405. Близу Репетека, десни мотор је престао са радом. Пилот је одлучио да се окрене и слети у Чарџу (сада Туркменабат) јер није био у стању да види знак за слетање јер је био заслепљен сунцем. Док је скретао улево, авион је изгубио надморску висину и брзину и срушио се међу дрвеће у канал за наводњавање 4 км од аеродрома, разбијајући опрему за слетање, клапне, крила и оба спољна мотора. | [ 76 ]          |
| 19. април 1945.     | Кјелце                       | ПС-84                        | CCCP-Л3976          | Непознато                                        | Отпис           | 11/13     | Ударио је у дрвеће на планинском нагибу и срушио се након што је авион одступио од планиране руте. Авион је летео на релацији Краков-Минск-Москва у знак подршке Народном комесаријату за линије комуникација. | [ 77 ]          |
| 23. мај 1945.       | Беди-Хо                      | Поликарпов Р-5               | CCCP-Л3396          | Таџикистан                                       | Отпис           | 6/6       | Пилот је одлучио да скрати кратку трасу, што је резултирало да авион лети преко планинског терена. Док је летио кроз долину, авион се спуштао и ударио је у страну планине на гребену Вахш и срушио се у долини. Авион је летео на релацији Душанбе-Хорог (и назад). | [ 78 ]          |
| 4. децембар 1945.   | Северни аеродром             | Ц-47B                        | CCCP-Л950           | Урал                                             | Отпис           | 16/16     | Авион је наишао на ниске облаке и маглу док се приближавао Новосибирску. Десно крило погодило је ожичење радијског торња, док је посада покушавала да пронађе полетно-слетну стазу, а авион се срушио ван контроле. Авион је летео са путницима на релацији Улан Батор-Краснојарск-Новосибирск-Москва. | [ 79 ]          |
| 1946.               | Талдикорган                  | Ју 52/3м                     | CCCP-Л26/28         | Западни Сибир                                    | Отпис           | 4/4       | Авион је летео на релацији из Алма-Ате у Новосибирск када се срушио у планинама током олује након што му је поново уграђен мотор. | [ 80 ]          |
| 14. јануар 1946.    | Нетрубеж                     | Лисунов Ли-2                 | CCCP-Л4150          | Украјинска Совјетска Социјалистичка Република    | Отпис           | 22/22     | На путу између Харкова и Москве, авион је наишао на услове залеђивања на висини од 400-600 м. Резултат бубњева на задњој линији изазвао је да се део левог стабилизатора одвоји 77 минута током лета. Авион је изгубио контролу и кренуо да се окреће, али док је пилот покушавао да му поврати курс, авион се распао на висини од 150-200 м. Авион је летео на домаћој редовној путничкој линији Харков-Москва. | [ 81 ]          |
| 31. јануар 1946.    | Солнцево                     | Ц-47A                        | CCCP-Л854           | Москва                                           | Отпис           | 3/5       | Авион је летео од аеродрома Биково до аеродрома Внуково, када је леви мотор престао са радом после 15 минута лета. Пропелер није радио, а посада је одлучила да се хитно спусти на аеродрому Суково, али је извршио обилазак, јер опрема за слетање није била закључана током времена након спуштања. Током окретања, десни мотор се прегрејао и престао да ради. Авион је кренуо да се обрће и срушио се у шуми. | [ 81 ]          |
| 6. фебруар 1946.    | Дарваза аеродром             | Ју 52/3м                     | CCCP-Л35            | Туркменистан                                     | Отпис           | 6/6       | Застао и срушио се приликом прилаза након квара левог хоризонталног стабилизатора. | [ 82 ]          |
| 20. фебруар 1946.   | Минск-1 аеродром             | ПС-84                        | CCCP-Л4162          | Непознато                                        | Отпис           | 0/5       | Ударио је у рушевине зграде која се распала се након прекинутог полетања када је авион већ полетео. | [ 83 ]          |
| 22. март 1946.      | Чукотка                      | Лисунов Ли-2                 | Непознато           | Јакут                                            | Отпис           | Непознато | Ударио је у планину док је летео ниско између планинских падина. Авион је летео на домаћој редовној путничкој линији Анадир-Уелкал. | [ 84 ]          |
| 22. март 1946.      | Баковка                      | Ц-47A                        | CCCP-Л893           | Непознато                                        | Отпис           | 5/5       | Срушио се на падини брда на обали реке Сетун код Баковке, Москве, вероватно због залеђивања. Авион је летео са теретом на релацији Москва-Минск-Берлин. | [ 85 ]          |
| април 1946.         | Казањ                        | Ју 52/3м                     | CCCP-Л27            | Москва                                           | Отпис           | 0         | Насилно је слетео у шумовитом делу због пожара мотора. | [ 86 ]          |
| 2. април 1946.      | Планина Гурам                | Ц-47A                        | CCCP-Л924           | Непознато                                        | Отпис           | 6/6       | Ударио је у планину након што је посада направила пречицу на путу до Ростова. Олупина је пронађена 20. јула 1946. на око 93 км десно од планиране руте. Авион је летео са путницима на релацији Тбилиси-Ростов. | [ 87 ]          |
| 31. октобар 1946.   | Дашогуз                      | Лисунов Ли-2                 | CCCP-Л4278          | Туркменистан                                     | Отпис           | 0/16      | Док се приближавао Дашогузу, лево крило се запалило. Авион је слетео и сви путници су могли да се искрцају пре него што се авион запалио. Леви задњи резервоар за гориво није био правилно затворен након пуњења горива у Ашхабаду, а гориво се просуло у лево крило током лета. Када су се мотори померили недалеко пре слетања, гориво се запалило и то је покренуло ватру. Авион је летео на домаћој редовној путничкој линији Ашхабад-Дашогуз. | [ 88 ]          |
| 5. новембар 1946.   | Внуково аеродром             | Ц-47Б                        | CCCP-Л946           | Непознато                                        | Отпис           | 13/26     | Авион је летео на домаћој редовној путничкој линији Рига-Москва. После два сата, посада је одлучила да се окрене око 300 м након знака за слетање. Авион је летео ниско и снага мотора се нагло повећавала. Авион је кренуо да се стрмо пење, изгубио брзину и срушио се 600 м од ознаке за слетање. | [ 89 ]          |
| 5. новембар 1946.   | Одинцовски округ             | Лисунов Ли-2                 | CCCP-Л4181          | Туркменистан                                     | Отпис           | 5/5       | Авион је летео на релацији од аеродрома Вороњеж до аеродрома Внуково, када се срушио у предграђу Москве због загревања горива. | [ 90 ]          |
| 5. новембар 1946.   | Аеродром Внуково             | Лисунов Ли-2                 | CCCP-Л4207          | Литванска Совјетска Социјалистичка Република     | Отпис           | 1/26      | Срушио се због загревања горива. Авион је летео са путницима на релацији Вилњус-Москва. |                 |
| 9. новембар 1946.   | Уфа                          | Лисунов Ли-2                 | CCCP-Л4145          | Приволшк                                         | Отпис           | 6/7       | Деведесет пет минута након полетања, леви мотор је престао да ради због ниског притиска уља. Пилот је одлучио да хитно слети у Уфи. Када се авион спустио кроз облаке, пилот је схватио да је авион био ван курса и покушао је да слети на аеродром. Пилот је повећао снагу на десном мотору и прегрејао се. Авион је почео да губи надморску висину, а пилот је окренуо авион ка реци Белој. Авион је ударио у дрвеће на обали реке, срушио се у шуми и запалио. Авион је летео са путницима на релацији Кујбишев-Свердловск. | [ 91 ]          |
| 4. децембар 1946.   | Мешхед                       | Лисунов Ли-2                 | Непознато           | Непознато                                        | Отпис           | 24        | Срушио се. | [ 92 ]          |
| 5. март 1947.       | Кавкаске планине             | Даглас C-47/R4D Скајтрејн    | CCCP-Л952           | Грузијска Совјетска Социјалистичка Република     | Отпис           | 23/23     | Радио-контакт са летом изгубљен је 63 минута након полетања. Олупина је пронађена 20. јуна 1947. године на планинама Кавказа. Лет је каснио са поласком и пилот је исправио руту кроз планине. Авион је наишао на услове залеђивања и ударио у планину. Авион је летео са путницима на рути Тбилиси-Москва. | [ 93 ]          |
| 22. април 1947.     | Волочанка                    | Ц-47                         | CCCP-Л1204          | Краснојарска Покрајина                           | Отпис           | 9/34      | Авион је летео на домаћој редовној линији са путницима на рути Косисти-Хатанга-Дудинка-Туруханск-Краснојарск. Одмах након полетања, леви мотор је кренуо да има проблеме. Тридесет осам минута од полетања, леви мотор је изгубио притисак уља и престао је са радом, али то је такође довело до губитка електричне енергије. Посада није могла да пронађе Хатангу, посада је решила да иде до Волочанка. Након пет сати лета, посада се суочила са условима залеђивања, и променили су курс ка бољим временским условима. Пилот је принудно слетео авион у тундри на полуострву Тајмир због тога што су се наставили проблеми са левим мотором. Тринаест дана након несреће, девет људи (укључујући и пилота) је напустило локацију незгоде како би затражили помоћ и никада их више нису пронашли. Пилотово тело пронађено је 120 км југозападно од места незгоде у октобру 1953. Преосталих 25 преживелих је спашено 13. маја 1947. године. | [ 94 ]          |
| 16. мај 1947.       | Хабаровск                    | C-47A                        | CCCP-Л1048          | Руски далеки исток                               | Отпис           | 22/22     | Док је летео у лошем времену, авион је ударио у торањ радио станице и срушио се. | [ 95 ]          |
| 16. јун 1947.       | Хјунад аеродром              | Лисунов Ли-2                 | CCCP-Л4088          | Казахстан                                        | Отпис           | 3/7       | Срушио се приликом полетања. Авион није успео да се подигне и пилот је приморао авион да се подигне при малој брзини. Авион је ударио у телефонски стуб и високонапонску линију на висини од само 2-3 м. Авион који је летео на релацији Ленинабад (сада Хучанд)-Алма-Ата и превозио терет, био је преоптерећен за 627 кг. | [ 96 ]          |
| 21. јун 1947.       | Каркињц`ка Гулф              | Лисунов Ли-2                 | CCCP-Л4138          | Украјина                                         | Отпис           | 8/29      | Упао је у Црно море након што је мотор изгубио снагу и престао да ради. | [ 97 ]          |
| 1. јул 1947.        | Москва                       | Иљушин Ил-12                 | CCCP-Л1317          | Москва                                           | Отпис           | 4/6       | Леви мотор није успео да се покрене са Аеродрома Внуково, што је довело до губитка ваздушне брзине. Пилот је покушао да се врати, али авион је изгубио надморску висину, ударио у крошњу дрвећа и кров куће и сударио се са другом кућом. | [ 98 ]          |
| 6. август 1947.     | Северо-Восточни              | Лисунов Ли-2                 | CCCP-Л4017          | Непознато                                        | Отпис           | 4/6       | Током тренинг лета, авион је заустављен и срушио се након губитка брзине док се окретао улево на 100 м. | [ 99 ]          |
| 18. децембар 1947.  | Тјопли Стан                  | Ц-47                         | CCCP-Л997           | Непознато                                        | Отпис           | Непознато | Авион се срушио током тестног лета након ремонта АРБ-400. Док је прилазио аеродрому Внуково, авион је упао у маглу, ударио у брдо десним крилом и срушио се близу 18. километра на аутопуту Калуга. | [ 100 ]         |
| 18. децембар 1947.  | Краснојарск                  | Ил-12П                       | CCCP-Л1343          | Москва                                           | Отпис           | 7/25      | Петнаест минута након полетања, леви мотор се искључио због ниског притиска уља. Посада се вратила на аеродром, али је приликом првог покушаја слетања брзина приступа била превисока, а опрема за слетање је спуштена прекасно. Пилот је окренуо авион. У другом покушају, авион се зауставио на висини од 40-50 м и срушио се. Авион је летео на редовној путничкој рути као лет 6. | [ 101 ]         |
| 30. децембар 1947.  | Златоуст                     | Лисунов Ли-2                 | CCCP-Л4214          | Москва                                           | Отпис           | 6/6       | Ударио је у планину у Таганај венац, Уралских планина на 1.145 м. Авион је летео на домаћој планираној рути Чељабинск-Казањ-Москва. | [ 102 ]         |
| 21. април 1948.     | Чита                         | Ц-47Б                        | CCCP-Л1215          | Источни Сибир                                    | Отпис           | 3/6       | Авион је полетео по лошем времену због спасилачке мисије за Ли-2 који је принудно слетео у близини Тинде. Док је летео, десни мотор је почео да вибрира и пропелер није могао да ради. Док је летео изнад планинског распона, авион није могао да достигне довољну висину. Леви пропелер погодио је врхове дрвета, а леви стабилизатор је погодио струјни ступ. Контрола је изгубљена и авион се срушио у насип некадашње железничке пруге. | [ 103 ]         |
| 23. април 1948.     | Хабаровск аеродром           | Лисунов Ли-2                 | CCCP-Л4437          | Далеки исток                                     | Отпис           | 1/16      | Скренуо је од полетно-слетне стазе током полетања. Крило је ударило у телеграфски стуб и авион је ударио у стуб полу високог напона. Кормило није враћено у неутрални положај пре полетања. Авион је летео са путницима на рути Хабаровск-Јужно-Сахалинск. | [ 104 ] [ 105 ] |
| 24. април 1948.     | Мамахчана                    | Лисунов Ли-2                 | CCCP-Л4460          | Источни Сибир                                    | Отпис           | 28/29     | Авион је летео на домаћој редовној путничкој линији Киренск-Бодајбо. Посада, која је била пијана, одступила је од путање лета због лоше видљивости и пратила реку Витим на висини од само 100 m. Авион је изгубио висину у снежној олуји и срушио се на леду реке. | [ 106 ]         |
| 22. мај 1948.       | Магадан                      | Ц-47Б                        | CCCP-Л1073          | Далеки исток                                     | Отпис           | 8/9       | Авион је лето са путницима на релацији Петропавловск Камчатски-Магадан. Временски услови у Магадану су били погоршани, а посада је одлучила да се преусмери у Сејмчан. Шеф магаданског аеродрома био је пијан и упркос поступцима других контролера дозволио је авиону да се спусти до 300 м. Комуникација са летом је касније изгубљена, а авион се срушио у падину планине Марчеканскаја сопка у близини Магадана 70 м од врха. | [ 107 ]         |
| 31. јул 1948.       | Туруханск                    | ПБН-1 Номад                  | CCCP-Л789           | Краснојарск                                      | Отпис           | 3/20      | Након неуређеног лета, посада је добила дозволу за слетање, али није добила никакве информације о временским условима. Након суочавањем са ветровима и високим таласима, авион је одскочио два пута и достигао висину од 5-6 m пре него што је изгубио брзину и носем ударио у воду. Лук се срушио и распао. Авион је потонуо под углом од 50-60 степени; три путника су се удавила. Авион је летео другом стазом на редовној путничкој линији Краснојарск-Поткамена Тунгуска-Туруханск-Валек. | [ 108 ]         |
| 2. септембар 1948.  | Новосибирск                  | Ил-12                        | CCCP-Л1465          | Москва                                           | Отпис           | 1/20      | Срушио се убрзо након полетања са Саверног аеродрома, када је инжењер летења смањио снагу мотора без обзира на препоручене брзине, што је довело до спуштања авиона док није дотакао терен. Лево крило је одвојено при удару, а авион се окренуо за 180 степени пре него што је почне да се гаси. Сечица пропелера се покварила и продрла у труп, убивши једног путника. Авион је летео на домаћој путничкој линији Хабаровск-Новосибирск-Омск-Москва. | [ 109 ]         |
| 4. септембар 1948.  | Вуково аеродром              | Лисунов Ли-2                 | CCCP-Л4498          | Москва                                           | Отпис           | 6/24      | Одмах након полетања пилот је наредио да се светла за слетање искључе и да се подигне опрему за слетање. Пилот се изгубио у тами, а леви пропелер је дотакнуо тло. Авион је наставио да лети док лево крило није ударило у струјни стуб и ограду. Авион се коначно срушио у башти и запалио. Умор посаде је окривљен за ову незгоду. Авион је летео на редовној домаћој путничкој линији Москва-Харков-Симферопољ. | [ 110 ]         |
| 30. септембар 1948. | Балкаш аеродром              | Лисунов Ли-2                 | CCCP-Л4304          | Казахстан                                        | Отпис           | 15/15     | На путу до Карагандија посада је вероватно постала дезоријентисана док је летела у облацима, што је довело до тога да авион зарони. Посада се опоравила од роњења када се десно крило поломило због прекомерне ваздушне конструкције. Авион се срушио у степи 39 км од аеродрома; олупина је пронађена 10. октобра 1948. Авион је летео на домаћој путничкој линији Алма-Ата-Балхаш-Караганди-Москва. | [ 111 ]         |
| 12. октобар 1948.   | Јевлах                       | Ил-12                        | CCCP-Л1450          | Узбекистан                                       | Отпис           | 10/10     | Авион је нестао усред лошег времена, покушавајући да се врати у Баку захваљујући навигацијским потешкоћама услед лоших пријемних радио сигнала, док је летео са путницима на релацији Ташкент-Баку-Тбилиси-Сочи. Олупина никада није пронађена. | [ 112 ]         |
| 12. октобар 1948.   | Паршино                      | Лисунов Ли-2                 | CCCP-Л4658          | Источни Сибир                                    | Отпис           | 4/4       | Срушио се у шуми након што је посада покушала да принудно слети након што су се оба мотора запалила због контаминираног горива. | [ 113 ]         |
| 25. октобар 1948.   | Самурскаја                   | Лисунов Ли-2                 | CCCP-Л4500          | Грузија                                          | Отпис           | 18/18     | Авион је летео на домаћој линији Карачајевск-Сухуми-Тбилиси. Посада, која је била пијана, спровела је неправилан поступак пењања и кретања курса преко планина. Посада је покушала да пронађе пут тако што је пратила обалу, али није успела у томе. Авион је улетео у страну планине на 1.610 м. Олупине су нашли неколико месеци касније, у августу 1949. године. | [ 114 ]         |
| 18. новембар 1948.  | Хучанд                       | Лисунов Ли-2                 | CCCP-Л4275          | Таџичка Совјетска Социјалистичка Република       | Отпис           | 4/5       | Између Јизака и Ленинабада, авион је наишао на лоше време. Док су летели међу облацима, јаки ветрови су одували авион и сударио се у планину на гребену Могол-Тау на 700 м. Авион је превозио терет на линији Душанбе-Ленинабад-Љуберци. | [ 115 ]         |
| 22. новембар 1948.  | Колима                       | Лисунов Ли-2                 | CCCP-Л4463          | Yakut                                            | Отпис           | 23/26     | Када су прилазили Средњеколимску, авион се срушио и пао на замрзнуте воде реке Колиме и потонуо. Авион је завршавао своју редовну руту путничког превоза на релацији Зирјанка-Средњеколимск. | [ 116 ]         |
| 23. децембар 1948.  | Москва                       | Ил-12П                       | CCCP-Л1731          | Узбекистан                                       | Отпис           | 12/12     | Оба авиона су била укључена у судар у ваздуху. Ил-12 је био у лету од аеродрома Ходинка до Ташкента када се сударио са ТС-62 који је летео од аеродрома Внуково до аеродрома Биково. Ил-12 је изгубио оба мотора у судару, док је ТС-62 одбацио свој реп. | [ 117 ]         |
| 23. децембар 1948.  | Москва                       | Даглас DC-3                  | CCCP-Л861           | Москва                                           | Отпис           | 12/12     | Оба авиона су била укључена у судар у ваздуху. Ил-12 је био у лету од аеродрома Ходинка до Ташкента када се сударио са ТС-62 који је летео од аеродрома Внуково до аеродрома Биково. Ил-12 је изгубио оба мотора у судару, док је ТС-62 одбацио свој реп. | [ 117 ]         |
| 30. децембар 1948.  | Близина Минска               | ТС-62                        | CCCP-Л1017          | Москва                                           | Отпис           | 3/4       | Авион је летео од Минска до Москве када се срушио у пољу убрзо након полетања на десној обали. Авион је био укључен у незгоду слетања у Минску 4. децембра 1948. године, када се десни трап спушио. Неки поправке су учињене тако да је авион могао да се однесе у на ремонт у Москви. | [ 118 ]         |
| 9. јануар 1949.     | Казањ                        | Лисунов Ли-2                 | CCCP-Л4261          | Урал                                             | Отпис           | 3/4       | Срушио се убрзо након полетања због губитка снаге мотора узроковане залеђивањем карбуратора. Авион је летео са теретом на релацији Свердловск-Казањ-Москва. | [ 119 ]         |
| 19. јануар 1949.    | Доњецк                       | Ил-12P                       | CCCP-Л1381          | Москва                                           | Отпис           | 10        | Срушио се после полета након проблема са моторима. На 70-90 м, леви мотор је почео да губи снагу. Авион је тада кренуо да се окреће удесно и заронио. Посада се извукла, али лево крило је ударио у струјни стуб. Авион је потом скренуо улево и ударио у кућу, усмртивши становнике у њој и све у авиону, осим копилота. Авион је летео са путницима на линији Сталино (сада Доњецк)-Кијев-Москва. | [ 120 ]         |
| 29. јануар 1949.    | Нижнаја Пеша аеродром        | Лисунов Ли-2                 | CCCP-Л4491          | Север                                            | Отпис           | 3/4       | Срушио се приликом полетања. Авион је постао ваздушидесантни са ниским бројем обртаја. Терет се померио уназад, узрокујући већи угао пада. Авион је заустављен на 15-20 м и срушио се. | [ 121 ]         |
| 3. фебруар 1949.    | Непознато                    | Ју 52/3м                     | CCCP-Л54            | Источни Сибир                                    | Отпис           | 0/2       | Срушио се у планинску косину након летења кроз снег. | [ 122 ]         |
| 12. март 1949.      | Планина Бел-Аути             | Лисунов Ли-2                 | CCCP-Л4335          | Таџикистан                                       | Отпис           | 11/11     | Авион је летео на домаћој редовној путничкој линији Ленинабад-Душанбе. Посада је одлучила да скрати путању и да лети кроз клисуру Сангардак. Заменивши руту, посада је започела спуст. Авион је погодио падину планине Бел-Аути на 2.600 м, пао низ литицу и зауставио се на 2.270 м. | [ 123 ]         |
| 29. април 1949.     | Киренск                      | Лисунов Ли-2                 | CCCP-Л4464          | Јакут                                            | Отпис           | 14/24     | Скренуо је око 100 km ван пута док је летео на путу Јакутск-Киренск. Када нису успели да успоставе позицију авиона, посада је одлучила да слети. Авион је почео да се спушта без визуелног контакта са земљом и ударио је у планину високу 1.300 m источно од Киренска. | [ 124 ]         |
| 13. мај 1949.       | Новосибирск                  | Ил-12П                       | CCCP-Л1791          | Москва                                           | Отпис           | 25/25     | Изгубио је контролу и ударио у насип након што је улетео у грмљавину. Након уласка у олују, авион је наишао на турбуленцију и муња га је погодила, при чему је онеспособила пилоте. Авион је скренуо удесно и изгубио надморску висину. Авион је изашао из облака и улетео у кишу и град, и наставио да губи надморску висину све док није ударио у земљу. Авион је летео са путницима на релацији Москва-Омск-Новосибирск-Краснојарск. | [ 125 ] [ 126 ] |
| 21. јул 1949.       | Марга                        | Ил-12П                       | CCCP-Л1714          | Москва                                           | Отпис           | 13/14     | На путу до Иркутска леви мотор је изгубио уље и запалио се због грешке у дизајну. Ватра је угашена у несрећном спусту, али авион није могао да настави лет са преосталим мотором. Док се приближавао пољу за принудно слетање, лево крило је ударило у дрво на брду, а онда се авион срушио у шуми и запалио се. Авион је летео на домаћој редовној путничкој рути Москва-Краснојарск-Иркутск-Хабаровск. | [ 127 ]         |
| 1. август 1949.     | Набережније Челни            | Лисунов Ли-2                 | CCCP-Л4354          | Север                                            | Отпис           | 2/8       | На путу ка Казању, леви мотор је престао са радом због исцрпљивања горива јер није на време пребачен резервоар за гориво. Пропелери нису могли да прораде и авион је изгубио висину и брзину док није ударио у дрвеће и срушила се у шуми. Авион је летео на домаћој планираној путничкој рути Јанаул-Казањ. | [ 128 ]         |
| 20. август 1949.    | Полукотелниково              | Ил-12                        | CCCP-Л1434          | Грузија                                          | Отпис           | 8/11      | Авион је летео са путницима на рути Тбилиси-Харков-Москва. Док су летели ка Москви, авион је наишао на тешке грмљавине близу Белгорода, а посада је покушала да се креће између две олује, летели су на 300-570 м. Близу Обојања авион је улетео у тешке турбуленције и тешке кише. Надморска висина је изгубљена, а авион се срушио у пољу. | [ 129 ]         |
| 25. август 1949.    | Кабански округ               | Ил-12P                       | CCCP-Л1844          | Међународни                                      | Отпис           | 14/14     | Авион се спуштао на 1.200 м од 2.400 м док је летео преко долине реке Кабање на путу до Чите. Авион је ударио у дрвеће на планинској падини, разбио се и срушио наопако на 1400 м. Авион је летео на домаћој редовној путничкој линији на рути Алма Ата-Краснојарск-Чита. | [ 130 ]         |
| 20. септембар 1949. | Саваслејка                   | Ил-12                        | CCCP-Л1462          | Казахстан                                        | Отпис           | 3/4       | Током лета леви мотор је изгубио уље и престао са радом због неправилног одржавања. Посада је одлучила да изврши принудно слетање у Горки, али због губитка притиска уља, пропелер није могао да ради. Брз губитак надморске висине је резултирао и авион је ударио у дрвеће на брду, срушио се и разбио. Авион је летео са теретом на линији Москва-Свердловск-Караганди. | [ 131 ]         |
| 30. децембар 1949.  | Свердловск                   | Лисунов Ли-2                 | CCCP-Л4704          | Москва                                           | Отпис           | 3/6       | Убрзо након полетања из Свердловска, кокпит прозори су се замрзнули. Посада је постала растројена и изгубила је просторну оријентацију док су наставили да лете. Авион је изгубио надморску висину, окренуо се удесно и срушио се на обали Исетске реке. Авион је превозио терет на релацији Москва-Свердловск-Омск-Владивосток. | [ 132 ] [ 133 ] |

## 2000-е
- 21. септембра 2001. године, Иљушин Ил-86 (РА-86074) је слетео на аеродром у Дубаију због пилотове грешке; свих 322 путника и посада су преживели, али је авион отписан. Авион је летео на међународној планираној путничкој рути Москва-Дубаи.[134]
- Дана 30. јуна 2008. године, Тупољев Ту-154 (РА-85667) претрпео је несметан квар мотора приликом полетања са аеродрома Пулково; свих 112 путника и посада су преживели, али авион је отписан. Авион је паркиран на аеродрому Пулково где је покварен у августу 2009. године.[135]
- Дана 3. јуна 2009. године, Боеинг 737-500 (ВП-БКСМ) претрпео је озбиљну штету од олује са градом док је прилазио Симферопољу на путу из Москве. Авион је отписан и ускладиштен у Симферопољу (са уклоњеним моторима), где је последњи пут виђен у августу 2011. године.[136]
- Дана 14. септембра 2008. Аерофлот Флајт 821 је доживео престанак рада мотора када се припремао за слетање на Аеродром Перм, Русија. Свих 88 путника, укључујући и 6 чланова посаде су изгубили животе у овој незгоди.[137]

## 2010-е
- Дана 3. јуна 2014. године, Иљушин Ил-96 РА-96010 је оштећен због пожара док је био паркиран на Међународном аеродрому Шереметјево, Москва. Процењено је да није економски исплативо поправљати.[138][139][140]
- 3. јануара 2017. године, Ербас А321 ВП-БЕС прелетео је полетно-слетну стазу на слетању на аеродрому Храброво, што је довело до колапса; авион који је летео на релацији Москва-Калињинград, претрпио је знатну штету.[141]